# Mühlkapelle Krumbach

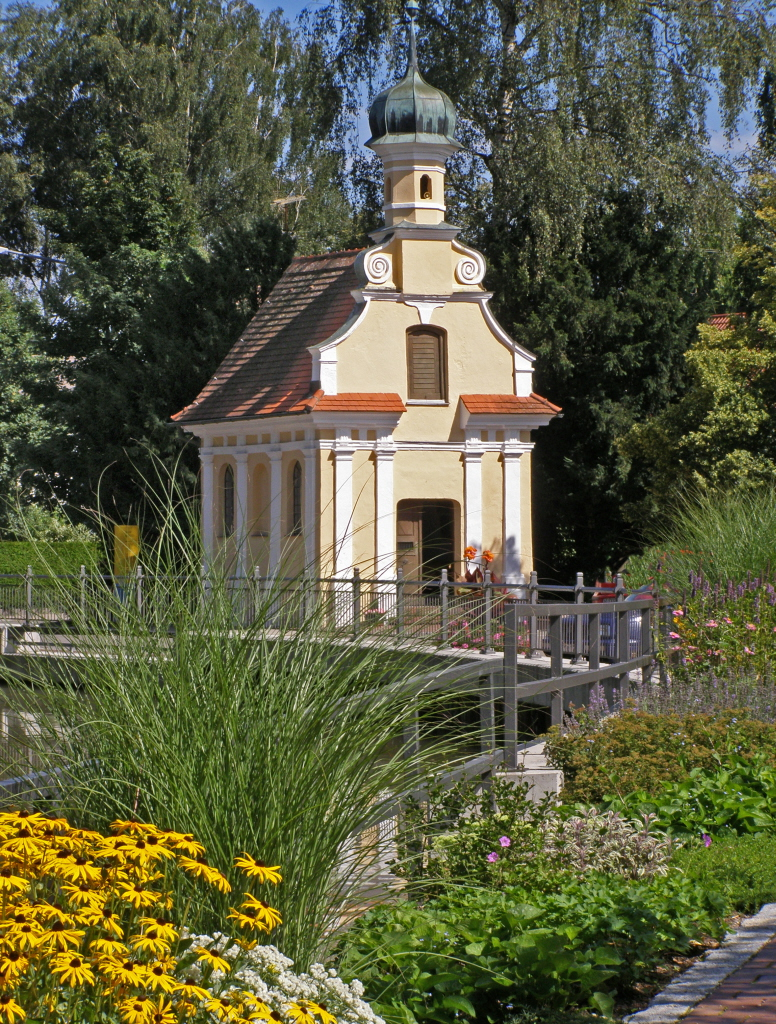
Mühlkapelle

Die Mühlkapelle Krumbach ist eine barocke Kapelle am rechten Ufer der Kammel in Krumbach.

## Geschichte
Die Mühlkapelle wurde im Jahr 1830 am rechten Ufer der Kammel, nahe der Unteren Mühle – heute Haus St. Michael – von deren Besitzer, Johann Hampp, in Auftrag gegeben.
Im Jahr 1926 ging die Kapelle in den Besitz der Stadt Krumbach über.

## Ausstattung

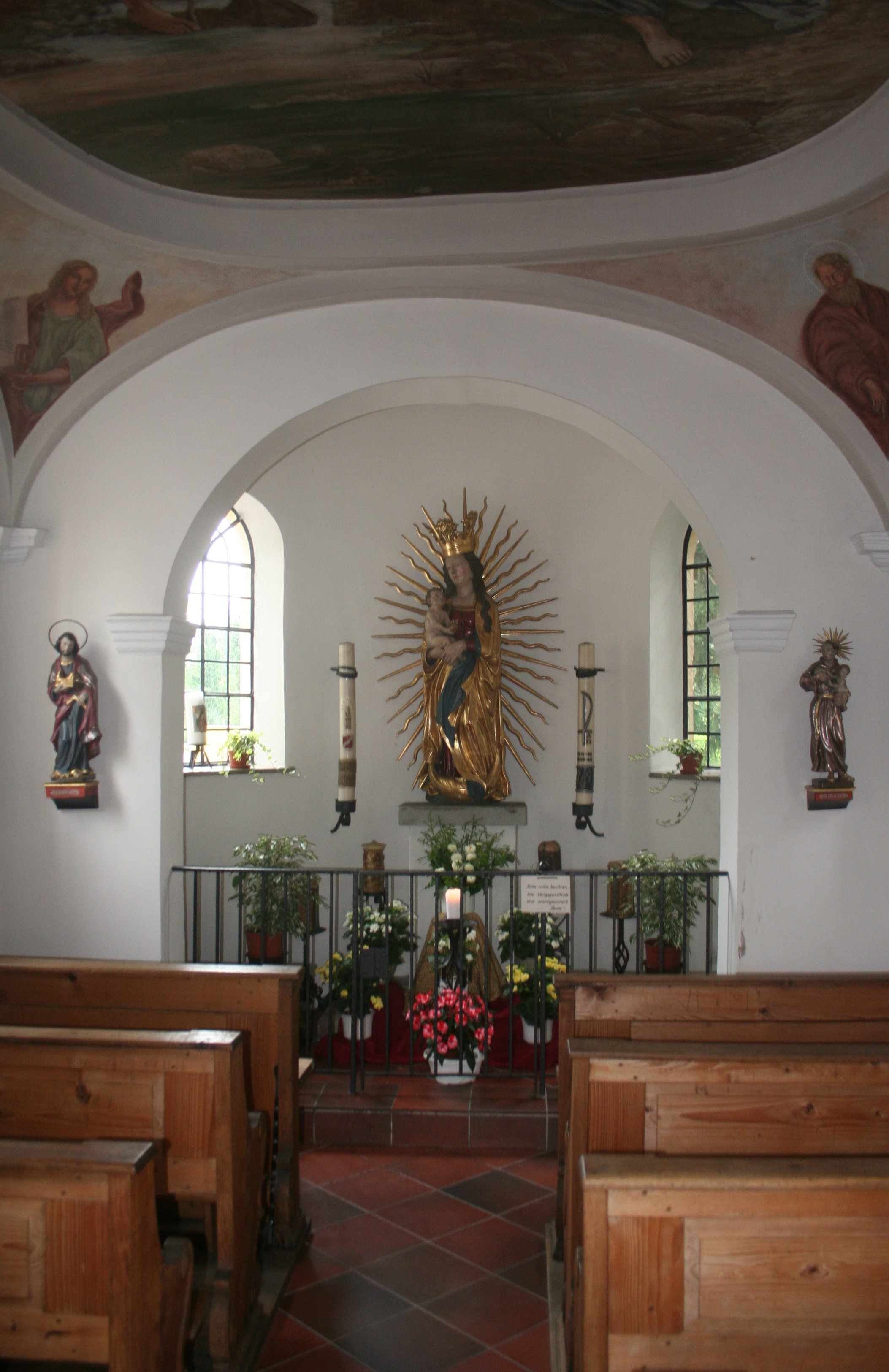
Innenansicht

Seit der Renovierung, die im Jahr 1932 abgeschlossen war, fand eine gotische Marienstatue (Ulmer Schule um 1500) Platz in der Kapelle, die bis dahin in einem Bildstock bei einer Kiesgrube westlich von Krumbach stand und in sehr schlechtem Zustand war. Vor dieser Renovierung befand sich in der Kapelle eine Lourdes-Grotte.

Das Deckenfresko stellt den Heiligen Geist und die Taufe Jesu dar, umrahmt von den vier Evangelisten. Es wird oftmals fälschlicherweise Pius Fröschle (1781–1816), dem Sohn des schwäbischen Rokokomalers Jakob Fröschle zugeschrieben. Möglicherweise stammt das Fresko aber von einem anderen Maler aus der Malerfamilie Fröschle.

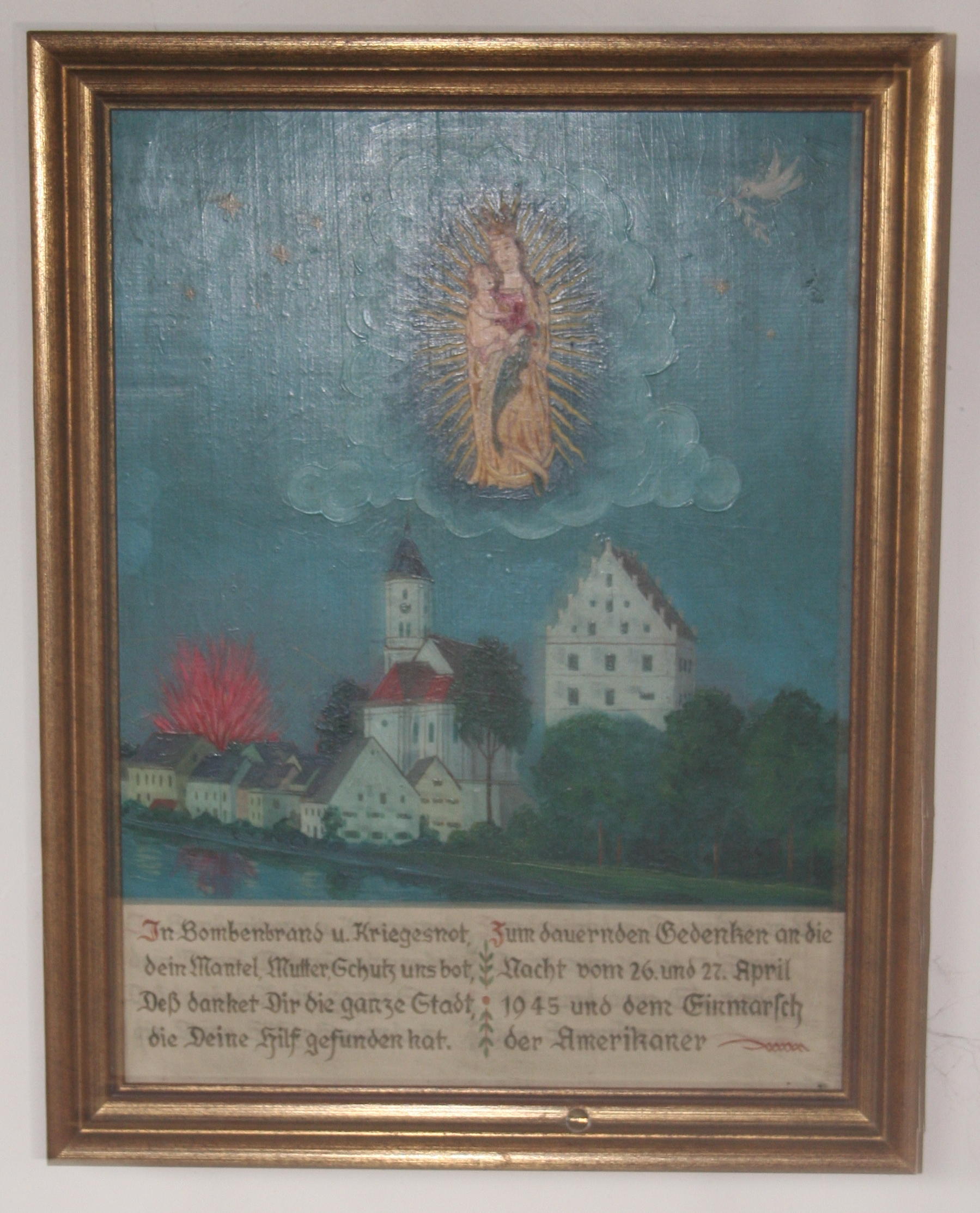
Votivbild

In der Mühlkapelle hängt auch nebenstehendes Bild, auf dem folgende Bildunterschrift zu lesen ist:

„In Bombenbrand u. Kriegesnot,

dein Mantel, Mutter, Schutz uns bot,

Deß danket Dir die ganze Stadt,

die Deine hilf gefunden hat.

Zum dauernden Gedenken an die

Nacht vom 26. und 27. April

1945 und dem Einmarsch

der Amerikaner“

## Renovierungen
- 1926–1932
- 1942: Freilegung des Deckenfreskos
- 2003–2004: gründliche Innen- und Außenrenovierung